# Cadel Evans Great Ocean Road Race femminile 2025
La Cadel Evans Great Ocean Road Race femminile 2025 nona edizione della corsa, valida come seconda prova dell'UCI Women's World Tour 2025, si svolse il 1º febbraio 2025 su un percorso di 141,8 km, con partenza ed arrivo a Geelong, in Australia. La vittoria andò alla neozelandese Ally Wollaston, la quale completò il percorso in 3h59'43", alla media di 35,492 km/h, precedendo l'olandese Karlijn Swinkels e la svizzera Noemi Rüegg.
Sul traguardo di Geelong 76 cicliste, su 82 partite dalla medesima località, portarono a termine la competizione.

## Squadre e cicliste partecipanti
| N.    | Cod. | Squadra                    |
| ----- | ---- | -------------------------- |
| 1-6   | LTK  | Lidl-Trek                  |
| 11-16 | CSZ  | Canyon-SRAM Zondacrypto    |
| 21-26 | TPP  | Team Picnic PostNL         |
| 31-36 | UAD  | UAE Team ADQ               |
| 41-46 | CTC  | Ceratizit Pro Cycling Team |
| 51-56 | TFS  | FDJ-Suez                   |
| 61-66 | LIV  | Liv AlUla Jayco            |

| N.      | Cod. | Squadra                   |
| ------- | ---- | ------------------------- |
| 71-76   | HPH  | Human Powered Health      |
| 81-86   | AGS  | AG Insurance-Soudal Team  |
| 91-96   | EFO  | EF Education-Oatly        |
| 101-106 | UXM  | Uno-X Mobility            |
| 111-116 | AUB  | St Michel-P. Home-Auber93 |
| 121-126 | REP  | Team Coop-Repsol          |
| 131-136 | AUS  | Selezione australiana     |

## Ordine d'arrivo (Top 10)
| Pos. | Corridore             | Squadra      | Tempo    |
| ---- | --------------------- | ------------ | -------- |
| 1    | Ally Wollaston        | FDJ-Suez     | 3h59'43" |
| 2    | Karlijn Swinkels      | UAE          | s.t.     |
| 3    | Noemi Rüegg           | EF Education | s.t.     |
| 4    | Chloé Dygert          | Canyon       | s.t.     |
| 5    | Silke Smulders        | Liv AlUla    | s.t.     |
| 6    | Ruth Edwards          | Human P.     | s.t.     |
| 7    | Niamh Fisher-Black    | Lidl-Trek    | s.t.     |
| 8    | Dilyxine Miermont     | Ceratizit    | s.t.     |
| 9    | Barbara Malcotti      | Human P.     | s.t.     |
| 10   | Mie Bjørndal Ottestad | Uno-X        | a 2"     |